# Ezio Enrietti
Ezio Enrietti (Caselle Torinese, 3 maggio 1936 – Caselle Torinese, 9 aprile 2020) è stato un politico italiano.
Esponente del Partito Socialista Italiano, Assessore alla Sanità, consigliere regionale in Piemonte, fu Presidente della Regione Piemonte dal 1980 al 1983, carica dalla quale presentò le proprie dimissioni il 18 marzo 1983..